# リボース-5-リン酸
リボース-5-リン酸（リボース-5-リンさん、英: Ribose 5-phosphate, R5P）は、ペントースリン酸経路で作られる中間体の一つ。

## 概要
リボース-5-リン酸イソメラーゼによってリブロース-5-リン酸から作られ、トランスケトラーゼによってセドヘプツロース-7-リン酸とグリセルアルデヒド-3-リン酸、フルクトース-6-リン酸に変換される。このうち、グリセルアルデヒド-3-リン酸とフルクトース-6-リン酸は解糖系の中間生成物でもある。また、リボースリン酸ジホスホキナーゼによってホスホリボシル二リン酸に転換される。